# Médaille Moxon

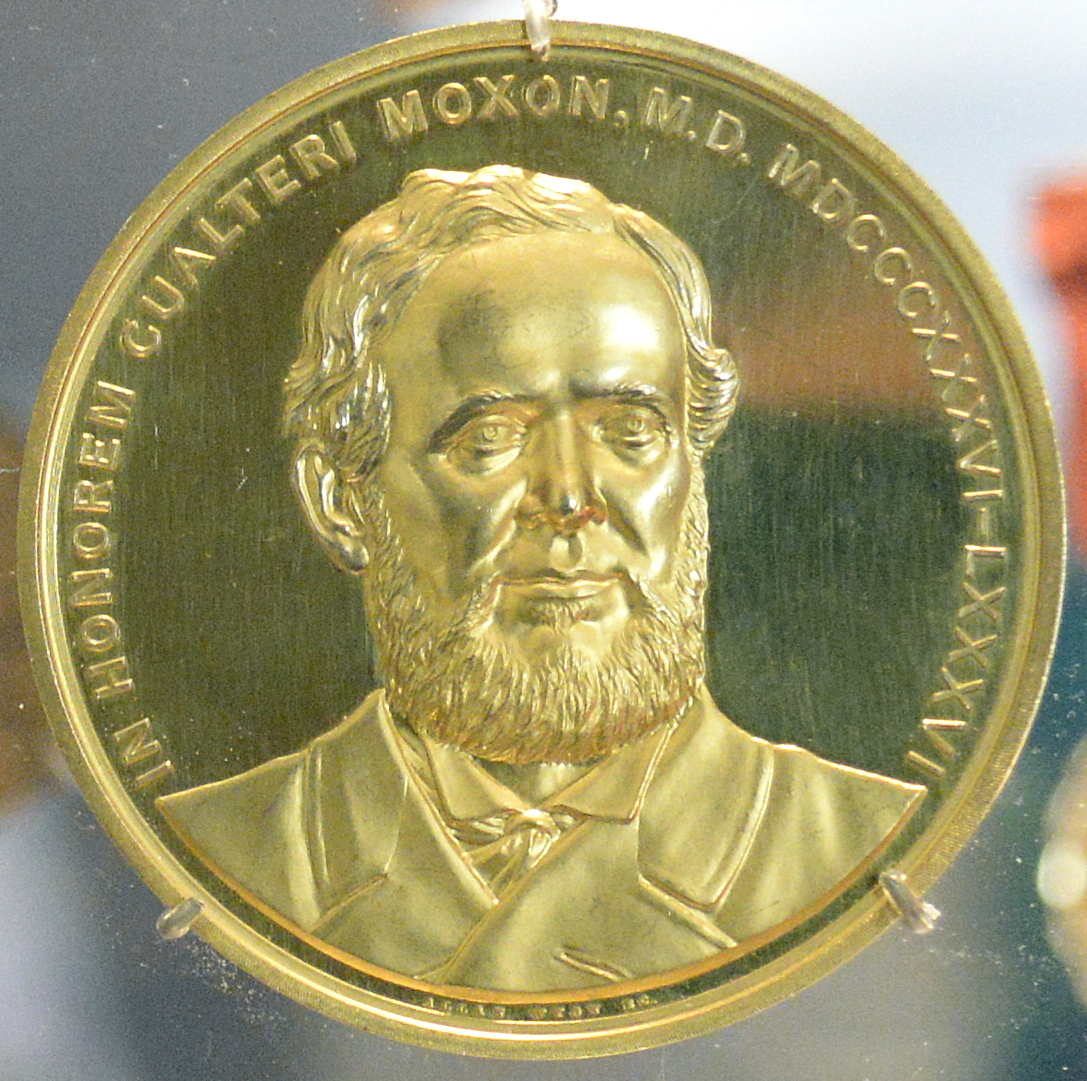
Médaille Walter Moxon 1945

La médaille Moxon a été créée en 1886. Il s'agit d'un prix triennal décerné par le Royal College of Physicians pour récompenser une personne qui a produit des observations et des recherches distinguées en médecine clinique et ne se limite pas aux sujets britanniques.
Le prix est nommé d'après le Dr Walter Moxon FRCP (1836–86), un médecin éminent qui a pratiqué, enseigné et effectué des recherches médicales à l'hôpital Guy's à Londres, en Angleterre.

## Médaillés
- 2022 Prof Wei Shen Lim[2]
- 2015 Prof Thomas Solomon CBE[3]
- 1990 John Richard Anthony Mitchell[4]
- 1984 Arthur Norman Exton-Smith CBE[5]
- 1978 Sir Francis Avery Jones CBE[6]
- 1972 Cuthbert Leslie Cope[7]
- 1970 Sir John McMichael[8]
- 1966 John Maurice Hardman Campbell OBE[9]; Joseph Harold Sheldon CBE[10]
- 1957 Sir John Parkinson[11]
- 1951 Sir Arthur William Mickle Ellis OBE[12]
- 1948 Brigadier Sir Neil Hamilton Fairley[13]
- 1945 Sir Alexander Fleming[14]
- 1942 Sir Leonard Gregory Parsons[15]
- 1939 Sir Arthur Frederick Hurst[16]
- 1933 George Richards Minot[17]
- 1930 Frederick Parkes Weber[18]
- 1927 Sir Henry Head[19]
- 1924 Sir Leonard Rogers[20]
- 1921 Sir Thomas Clifford Allbutt[21]
- 1918 Sir Frederick Walker Mott[22]
- 1912 Sir David Ferrier[23]
- 1909 Sir William Gowers[24]
- 1906 Sir Jonathan Hutchinson[25]
- 1897 Sir Samuel Wilks[26]
- 1891 Sir Alfred Baring Garrod[27]

## Voir également
- Liste des prix de médecine
- Des prix nommés d'après des personnes